# Falanghina del Sannio
Il Falanghina del Sannio è una DOC riservata ad alcuni vini la cui produzione è consentita nella provincia di Benevento.

## Zona di produzione
La zona di produzione comprende l'intero territorio amministrativo della provincia di Benevento.

### Sottozone
Tutte le tipologie previste nel disciplinare Falanghina del Sannio DOC, prevedono la possibile menzione anche con la specificazione di una delle seguenti sottozone:
- Guardia Sanframondi o Guardiolo
- Sant’Agata dei Goti
- Solopaca
- Taburno

#### Solopaca
La zona di produzione delle uve comprende l'intero territorio dei comuni in provincia di Benevento:
- Solopaca, Castelvenere, Guardia Sanframondi, San Lorenzo Maggiore

parte del territorio dei comuni in provincia di Benevento:
- Cerreto Sannita, Faicchio, Frasso Telesino, Melizzano, San Lorenzello, San Salvatore Telesino, Telese e Vitulano.

#### Guardia Sanframondi o Guardiolo
La zona di produzione delle uve, comprende l'intero territorio dei comuni in provincia di Benevento:
- Guardia Sanframondi, San Lorenzo Maggiore, San Lupo e Castelvenere.

#### Taburno
La zona di produzione delle uve, comprende l'intero territorio dei comuni in provincia di Benevento:
- ApolIosa, Bonea, Campoli del Monte Taburno, Castelpoto, Foglianise, Montesarchio, Paupisi, Torrecuso e Ponte.

parte il territorio dei comuni in provincia di Benevento:
- Benevento, Cautano, Vitulano e Tocco Caudio.

#### Sant'Agata dei Goti
La zona di produzione delle uve, comprende l'intero territorio del comune in provincia di Benevento:
- Sant'Agata dei Goti.

## Storia
Secondo gli studi storici di Attilio Scienza, produttori di vino di origine sannita facevano parte della composizione etnica di Pompei, questo a confermare che la coltivazione della vite e la produzione del vino nel Sannio è stata contemporanea se non precedente all'epoca romana.
Fu grazie alla chiesa che intorno all'anno 1000 si ebbe il rilancio della coltivazione della vite che coinvolse anche il territorio sannita. Fu un sacerdote, il vescovo di Benevento Landolfo, a imporre che ogni monastero avesse impiantati i propri vigneti, questo favorì il rilancio della viticultura soprattutto nella zona di Solopaca come dimostra la presenza di venditori di vino in documenti del 1100.
Successivamente all'unità d’Italia si hanno testimonianze che nei vigneti sanniti venissero coltivati vitigni nazionali ed internazionali come il Sangiovese, Barbera, Cabernet Sauvignon, Malbek, Sirah, Erbaluce, Semillon, Pinot e Riesling renano.
Più recentemente, negli anni settanta del 900, ad opera di un produttore avviene un cambiamento radicale nelle produzioni del territorio sannita. Infatti, il produttore Leonardo Mustilli, riscopre la Falanghina, vitigno autoctono a bacca bianca, poco conosciuto e poco coltivato fino a quel momento. La Falanghina di Mustilli ebbe un apprezzamento diffuso e questo fece compiere il salto di qualità ai vini della provincia di Benevento, cosa che fino a quel momento non avevano mai riscosso.
La precedente denominazione "Solopaca DOC" è stata soppressa a partire dal 10 ottobre 2011 diventando sottozona del "Falanghina del Sannio DOC".

## Tecniche di produzione
I vini dalla tipologia "spumante" e "spumante di qualità", con o senza specificazione della sottozona è riservata al vino spumante ottenuto, con il metodo della rifermentazione in autoclave.
I vini dalla tipologia "spumante di qualità metodo classico", con o senza specificazione della sottozona è riservata al vino spumante ottenuto, con il metodo della rifermentazione in bottiglia.
Sulle bottiglie contenenti i vini Falanghina del Sannio DOC deve sempre figurare l'indicazione dell'annata di produzione delle uve, ad eccezione delle tipologie spumante.

## Disciplinare
Il Falanghina del Sannio DOC è stato istituito con DM 30 settembre 2011 pubblicato sulla Gazzetta Ufficiale n. 236 del 10 ottobre 2011. Successivamente è stato modificato con:
- DM 30 novembre 2011 GU 295 - 20 dicembre 2011 Pubblicato sul sito ufficiale del Mipaaf Sezione Qualità e Sicurezza Vini DOP e IGP
- La versione in vigore è stata approvata con DM 7 marzo 2014 Pubblicato sul sito ufficiale del Mipaaf Sezione Qualità e Sicurezza Vini DOP e IGP.[1]

## Tipologie

### Falanghina del Sannio
| uvaggio                        | Falanghina min 85%; possono concorrere altri vitigni a bacca bianca non aromatici, idonei alla coltivazione in provincia di Benevento, da soli o congiuntamente, max 15%. |
| titolo alcolometrico minimo    | 11,00 % vol. (per le sottozone 11,50 % vol.) |
| acidità totale minima          | 5,0 g/l. |
| estratto secco minimo          | 15,00 g/l |
| resa massima di uva per ettaro | 120 q. (sottozona Sant'Agata dei Goti 110 q.) |
| resa massima di uva in vino    | 70 % |

#### Caratteri organolettici
- Aspetto: giallo paglierino;
- Olfatto: fine, floreale, fruttato;
- Gusto: secco, fresco, equilibrato.

#### Abbinamenti consigliati
Antipasti di pesce, pesce al forno o alla griglia.

### Falanghina del Sannio spumante
| uvaggio                        | Falanghina min 85%; possono concorrere altri vitigni a bacca bianca non aromatici, idonei alla coltivazione in provincia di Benevento, da soli o congiuntamente, max 15%. |
| titolo alcolometrico minimo    | 11,50 % vol. (per le sottozone 12,00 % vol.) |
| acidità totale minima          | 5,0 g/l. |
| estratto secco minimo          | 16,00 g/l |
| resa massima di uva per ettaro | 120 q. |
| resa massima di uva in vino    | 70 % |

#### Caratteri organolettici
- Aspetto: giallo paglierino più o meno intenso, con eventuali riflessi verdolini o dorati; spuma: fine e persistente;
- Olfatto: fine, floreale, fruttato, fragrante;
- Gusto: fine, fresco e armonico, nelle tipologie extra brut, brut ed extra dry.

#### Abbinamenti consigliati
Aperitivi, insalate di pesce, a tutto pasto.

### Falanghina del Sannio spumante di qualità
| uvaggio                        | Falanghina min 85%; possono concorrere altri vitigni a bacca bianca non aromatici, idonei alla coltivazione in provincia di Benevento, da soli o congiuntamente, max 15%. |
| titolo alcolometrico minimo    | 11,50% vol. (per le sottozone 12,00% vol.) |
| acidità totale minima          | 5,0 g/l. |
| estratto secco minimo          | 16,00 g/l |
| resa massima di uva per ettaro | 120 q. |
| resa massima di uva in vino    | 70 % |

#### Caratteri organolettici
- Aspetto: giallo paglierino più o meno intenso, con eventuali riflessi verdolini o dorati; spuma: fine e persistente;
- Olfatto: fine, floreale, fruttato, fragrante;
- Gusto: fine, fresco e armonico, nelle tipologie extra brut, brut ed extra dry.

#### Abbinamenti consigliati
Aperitivi, insalate di pesce, a tutto pasto.

### Falanghina del Sannio spumante di qualità metodo classico
| uvaggio                        | Falanghina min 85%; possono concorrere altri vitigni a bacca bianca non aromatici, idonei alla coltivazione in provincia di Benevento, da soli o congiuntamente, max 15%. |
| titolo alcolometrico minimo    | 11,50% vol. (per le sottozone 12,00% vol.) |
| acidità totale minima          | 5,0 g/l. |
| estratto secco minimo          | 18,00 g/l |
| resa massima di uva per ettaro | 120 q. |
| resa massima di uva in vino    | 70 % |

#### Caratteri organolettici
- Aspetto: giallo paglierino più o meno intenso, con eventuali riflessi dorati; spuma: fine e persistente;
- Olfatto: fine, floreale, fruttato, fragrante;
- Gusto: fine, fresco e armonico, nelle tipologie extra brut e brut.

#### Abbinamenti consigliati
Aperitivi, insalate di pesce, a tutto pasto.

### Falanghina del Sannio vendemmia tardiva
| uvaggio                        | Falanghina min 85%; possono concorrere altri vitigni a bacca bianca non aromatici, idonei alla coltivazione in provincia di Benevento, da soli o congiuntamente, max 15%. |
| titolo alcolometrico minimo    | 13,00% vol. (per le sottozone 13,50% vol.) |
| acidità totale minima          | 4,5 g/l. |
| estratto secco minimo          | 20,00 g/l |
| resa massima di uva per ettaro | 90 q. (per tutte le sottozone 80 q.) |
| resa massima di uva in vino    | 65 % |

#### Caratteri organolettici
- Aspetto: giallo paglierino più o meno intenso tendente al dorato;
- Olfatto: floreale, fruttato, composito;
- Gusto: secco, pieno, equilibrato.

#### Abbinamenti consigliati
Biscotti e pasticcini, formaggi erborinati.

### Falanghina del Sannio passito
| uvaggio                        | Falanghina min 85%; possono concorrere altri vitigni a bacca bianca non aromatici, idonei alla coltivazione in provincia di Benevento, da soli o congiuntamente, max 15%. |
| titolo alcolometrico minimo    | : 16,00% vol. (per le sottozone 16,50% vol.) |
| acidità totale minima          | 4,5 g/l. |
| estratto secco minimo          | 22,00 g/l |
| resa massima di uva per ettaro | 120 q. (Sottozona Sant'Agata dei Goti 110 q.) |
| resa massima di uva in vino    | 40 % |

#### Caratteri organolettici
- Aspetto: giallo dorato più o meno intenso tendente all’ambrato;
- Olfatto: intenso, ampio e composito, caratteristico del vitigno di provenienza;
- Gusto: amabile o dolce, pieno, armonico, caratteristico del vitigno di provenienza.

#### Abbinamenti consigliati
Biscotti e pasticcini, formaggi erborinati.